# Iwan Awgustowitsch Oding
Iwan Awgustowitsch Oding (russisch Иван Августович Одинг; * 24. Junijul. / 6. Juli 1896greg. in Riga; † 7. Mai 1964 in Moskau) war ein lettisch-russischer Materialwissenschaftler und Hochschullehrer.

## Leben
Oding war Sohn eines Schlossers, der bald nach Odings Geburt mit seiner Familie nach St. Petersburg umzog. Nach Besuch der Realschule mit Abschluss 1913 studierte Oding an der mechanischen Fakultät des Petrograder Technologischen Instituts mit Abschluss 1921. Er blieb dort als Assistent am Lehrstuhl für Metallografie und Wärmebehandlung.
1930 wurde Oding Dozent am Leningrader Polytechnischen Institut am Lehrstuhl für Materialwissenschaft, dessen Leitung er bald übernahm. 1937 wurde er zum Doktor der technischen Wissenschaften promoviert und 1938 zum Professor ernannt. Seine Forschungsarbeiten führte er im Elektrosila-Werk durch, in dem er 1923 ein Laboratorium für die Untersuchung von Metallen eingerichtet hatte. Hier untersuchte er die Eigenschaften von großen Schmiede- und Gussstücken sowie Prozesse der Materialermüdung für den Bau großer Turbogeneratoren. Dafür erhielt er den Stalinpreis I. Klasse.
Durch sein interdisziplinäres Vorgehen lieferte er grundlegende Beiträge zum Verständnis der Festigkeit der Materialien, zur Verbesserung der Eigenschaften und Steigerung der Festigkeit. Ebenso trug er zur Theorie der Materialermüdung und zur Versetzungstheorie der Metalle bei. Er untersuchte Prozesse der Kaltumformung und des Schweißens, Wärmebehandlungen von Stählen, Probleme der Warmfestigkeit und des Kriechens. Seine Erfahrungen veröffentlichte er in seinem Lehrbuch zur Metallkunde.
Während des Deutsch-Sowjetischen Krieges mit der Leningrader Blockade arbeitete er weiter im Institut in Leningrad und leistete Wachdienst nach der Arbeit. Ab Februar 1942 arbeitete er in der Newski-Maschinenbaufabrik, mit der er im Juli 1942 aus Leningrad nach Moskau evakuiert wurde. Dort wurde er 1942 Mitglied der KPdSU und Direktor des Zentralen Forschungsinstituts für Schwermaschinenbau. 1946 wurde er Korrespondierendes Mitglied der Akademie der Wissenschaften der UdSSR (AN-SSSR). 1947 wurde er Direktorstellvertreter des Instituts für Maschinenkunde der AN-SSSR.
1953 wechselte Oding ins Moskauer Baikow-Institut für Metallurgie und Materialkunde der AN-SSSR und wurde dort Laboratoriumsleiter und Direktorstellvertreter. Nebenamtlich leitete er ab 1954 den Lehrstuhl für Technologie der Metalle in der Elektromaschinenbau-Fakultät des Moskauer Energetischen Instituts (MEI).

## Ehrungen
- Leninorden (zweimal)[2]
- Ehrenzeichen der Sowjetunion[2]
- Stalinpreis I. Klasse (1946)
- Verdienter Wissenschaftler der UdSSR (1956)[1]
- Anossow-Preis (1960)[3]